# ربض خماسي
ربض خماسي (الاسم العلمي:Huernia quinta) هو نوع من النباتات يتبع جنس الربض من الفصيلة الدفلية.